# Парентеральное введение лекарственных средств
Парентера́льное введе́ние лека́рственных средств (от др.-греч. παρά «мимо» + ἔντερᾰ «кишечник») — пути введения лекарственных средств в организм, при которых они минуют желудочно-кишечный тракт, в отличие от перорального способа применения лекарств. Это прежде всего инъекции. Существуют и другие, более редкие, парентеральные способы введения: трансдермальный, субарахноидальный, внутрикостный, интраназальный, субконъюнктивальный, — однако данные способы лекарственного проникновения внутрь организма используют только в частных случаях.
Различают инъекции малого объёма (до 100 мл) и большого объёма, которые называют инфузиями.

## Преимущества парентерального способа введения
При парентеральном введении лекарственных средств
- Их действие наступает быстрее, что особенно важно в экстренных случаях, когда необходимо немедленное воздействие
- Повышается биодоступность лекарств
- Эффективность препаратов не зависит от приёма пищи
- Можно применять такие вещества, которые плохо всасываются в ЖКТ (например, тобрамицин) либо разрушаются кислотой или ферментами желудочного сока (инсулин, адреналин)
- Можно применять его, когда проглатывание лекарства невозможно — если пациент находится без сознания либо под наркозом, при рвоте.